# Александър Чижевски
Александър Леонидович Чижевски (февруари 7, 1897 г. – декември 20, 1964 г.) е един от интердисциплинарните учени на съветската епоха. Биофизик, който основава „Хелиобиологията“ (проучване на ефекта на слънцето върху биообектите) и „Аеро-йонизация“ (проучване на ефекта на йонизация на въздуха върху биологичните единици). Той също е известен с работата си в областта на астробиологията, хронобиологията и хематологията. Може би е най-забележим с използването на исторически (хисториометрия) техники, за да се свържат 11-годишния слънчев цикъл с климата на Земята и активността на хората.